# José dos Santos Garcia
José dos Santos Garcia SMP (Aldeia do Souto, 16 april 1913 – Covilhã, 11 december 2010) was een Portugees bisschop van de Rooms-Katholieke Kerk. Op 25 juni 1938 werd hij tot priester gewijd door de Missionários da Boa Nova. Bijna 20 jaar later, in 1957 werd hij in de Mozambikaanse havenstad Pemba tot bisschop gewijd. Aan het eind van de Portugese overheersing, in 1975, verliet hij de positie terug en werd hij vervangen door Januário Machaze Nhangumbe.
Ten tijde van zijn overlijden was hij een van de oudste rooms-katholieke bisschoppen en de oudste Mozambikaanse bisschop.
- International Standard Name Identifier: 0000 0000 7053 9598
- Virtual International Authority File: 100094174